# Paolo Giobbe
Paolo Giobbe (10. ledna 1880, Řím – 14. srpna 1972, tamtéž) byl italský římskokatolický duchovní, arcibiskup, apoštolský nuncius a kardinál.

## Život
Narodil se 10. ledna 1880 v Římě.
Studoval na Papežském římském semináři.
Dne 4. prosince 1904 byl vysvěcen na kněze diecéze Řím. Dne 3. května 1909 se stal papežským ceremoniářem supernumerary. V letech 1909–1918 byl cenzorem Římské liturgické akademie a minutantem Svaté Kongregace pro šíření víry.
Působil jako asistent na Papežského Atenea Propaganda fide.
Dne 6. listopadu 1917 mu byl udělen titul Domácí prelát Jeho Svatosti.
V letech 1918–1925 byl rektorem Papežského Atenea.
Dne 30. března 1925 jej papež Pius XI. jmenoval apoštolským nunciem v Kolumbii a titulárním arcibiskupem z Ptolemais in Thebaide. Dne 26. dubna 1925 byl vysvěcen na biskupa. Světiteli byli kardinál Pietro Gasparri, arcibiskup Tito Trocchi a biskup Alessandro Fontana.
Dne 12. srpna 1935 se stal apoštolským internunciem v Nizozemsku.
Dne 15. prosince 1958 jej papež Jan XXIII. jmenoval kardinálem-knězem ze Santa Maria in Vallicella. O tři dny později převzal kardinálský biret a titulární kostel.
Dne 14. listopadu 1959 byl ustanoven datáriem Apoštolské datárie. Ruri funkcí zastával do 1. ledna 1968.
Dne 8. srpna 1961 se stal kardinálem-patronem Suverénního řádu Maltézských rytířů.
Zemřel 14. srpna 1972 v Římě. Pohřben byl v kapli Kongregace evangelizace národů na hřbitově Campo Verano.